# Élise Champagne
Élise Champagne, née le 14 août 1897 à Liège (Belgique) et morte le 12 décembre 1983 , est une femme de lettres belge.

## Biographie
Élise Champagne est issue d'une famille installée à Huy depuis le XVIIIe siècle. Parmi ses aïeux se trouve un militaire français (Jean-François Champagne), caserné au fort de Huy dans la cavalerie du duc de Brion, qui a 9 enfants, dont 2 d'entre eux s'enrôlent dans l'armée française et participent à l'expédition de Saint-Domingue (Haïti) contre Toussaint Louverture sous le consulat de Napoléon Bonaparte. Le père d'Élise est Alfred Champagne, qui exerce la profession de tailleur à Liège. Sa mère est Anna Kunsch. Le couple a trois enfants. Le fils aîné, Victor (31 décembre 1895-2 septembre 1924), est secrétaire général de l'entreprise « La vieille Montagne », mais il disparait tragiquement à 28 ans dans les gorges de la Diosaz si chères à Nietzsche (lieu-dit "Le Ter", Servoz, France). Le fils cadet, Alfred (19 septembre 1899-11 septembre 1977) dit Louis, est directeur d'école, ainsi que peintre et musicien à ses heures.
La vie et l'œuvre littéraire d'Élise Champagne est marquée par plusieurs forces importantes. Parmi celles-ci, l'incendie de l'atelier de son père ruine sa famille alors qu'elle n'est qu'une enfant. De même, le climat de luttes ouvrières dans les faubourgs liégeois rongés par la lèpre des fumées industrielles et par le dur labeur dans les charbonnages, la crise économique des années 1930, marquent intensément la future écrivaine. Elle en a tiré ce que la poétesse Berthe Bolsée nomme « son énergie sauvage » et « sa recherche d'absolu ». « Née à Liège rue d'Amercœur, Élise Champagne traduira la laideur et la tristesse des quartiers pauvres avec beauté et amour ».
Elle est l'amie intime du peintre belge Robert Crommelynck avec qui elle effectue une "Randonnée espagnole" en 1934 et vécut jusqu'en 1942). Ils étaient « fous de nature, d'art, de musique et de culture »,,,.
Elle exerce la profession de professeure de français à partir de 1923 puis de directrice à l'École normale de la Ville de Liège, comme son frère. « Sous une apparence svelte et dansante, elle avait un regard planant plus haut que la vie. Sa voix magique était grave, voluptueuse et source d'exaltation pour ceux qui la fréquentaient. » (Berthe Bolsée).
Elle est également critique littéraire pour plusieurs journaux dont L'Avant-Garde, Le Monde du travail et La Wallonie dans lequel elle écrit aussi des études sociales. Elle signe alors sous le pseudonyme d'Élise Clarens ou Clearens,,. Tandis que la crise économique sévit encore en Europe, dans les années 1930, elle donne de nombreuses conférences sur le syndicalisme dans diverses Maisons du peuple de la Province de Liège, et anime des matinées artistiques pour les chômeurs. Plus tard, elle est nommée Secrétaire provinciale des Femmes prévoyantes socialistes et fonde le cercle «Les Intellectuels socialistes» .
Lors de la Seconde Guerre mondiale, elle participe avec son frère Louis à la presse clandestine (sous le pseudo de Lisy,,) ainsi qu'à la résistance civile armée, tout en donnant des cours aux enfants juifs cachés.
Elle décède en 1983 et est inhumée au Cimetière de Bressoux.

## Engagements
Fondatrice du Fonds Truffaut-Delbrouck d'aide à l'enfance défavorisée, elle participe également à d'autres organisations.

## Prix littéraires
Claude Farrère, qui publie une étude sur elle dans un journal italien, considère qu'elle est la « chef de file de la littérature féministe des années 30 ».
Parlant de son œuvre, les uns citent en parallèle Baudelaire, les autres Sartre ou Camus, d'autres encore les premiers fusains de Van Gogh ou les satires de Jérôme Bosch. Et en 1963, à l'Hôtel de Ville de Mézières, Carlo Bronne dit d'elle : "Élise Champagne : Bernard Buffet de la poésie" .
Elle reçoit plusieurs prix littéraires belges et internationaux, dont :
- le Prix Émile-Verhaeren, pour le recueil de poèmes Taciturnes, paru en 1928
- le Prix de la Province de Liège
- le Prix Nayer pour l'ensemble de son œuvre (1973)

- le Prix Lucien-Malpertuis, pour le recueil de poèmes Impasse du Monde, paru en 1940

Pour le 90e anniversaire de la réception du prix Émile Verhaeren, un hommage lui est rendu lors de la soirée Émile-Verhaeren du 12 mars 2018 par l'Alliance française et l'Université de Liège.

## Principaux ouvrages
Son abondante œuvre touche les domaines de la poésie, du théâtre, des nouvelles et des récits de voyage.
Un Fonds Élise-Champagne est constitué à la Bibliothèque royale de Belgique.

### Randonnée espagnole(1937)
Randonnée espagnole est le récit d'un voyage artistique fait à la belle étoile en 1934 avec le peintre Robert Crommelynck, peu avant les premiers troubles qui vident l'Espagne de son sang :   

« Ségovie… rencontre inoubliable!... La terre est rouge et brune selon les jeux capricieux des nuages: cuir de Cordoue, ou sang de bœuf. Les sept clochers sont comme des mâts. Et la cathédrale sourit de ses deux cents clochetons dont chacun accroche un rayon de soleil… l'accumulation des ex-voto est ici impressionnante… les grilles.. sont comme partout ailleurs en Espagne, d'une richesse inouïe…. et la décoration bleue et rose de la grande chapelle… au tableau symbolique et à la naïveté émouvante que pourtant les guides ne renseignent pas… Mais sur cette terrasse en forme de proue qui est la pointe extrême de la ville,... un autre spectacle nous éblouit… la Sierra à côté de laquelle la cathédrale et l'Alcazar ne sont rien… la Sierra, qui est toute l'Espagne et tous les Espagnols… la Sierra, notre compagne des jours et des nuits, resplendit avec une telle magnificence, que nous ne pouvons retenir un cri d'admiration… »

### La tombe de Rimbaud
« Je me souviens de ce soir d'août à Charleville. Le cimetière était fermé, et tu dormais, Arthur Rimbaud... Nous avions, quelques fervents, dans ton enclos, voulu prier… Pardonne-nous ce bruit que l'on fit à ta porte, bien close sur la solitude des gisants… Nous avions nos cœurs touchés par ton extase, et nous voulions forcer les portes à tout prix. Puis (ce fut le bruit) d'un ventail qui cédait en criant, et sur le gravier notre marche à pas lents, qui s'arrêta soudain devant ta croix de fer. »

### «Infidélité» (Mont de Piété,1932)
Va donc, jeune Éros, ô Barbare,

Des rues suivre les belles filles,

Et ces bijoux de pacotille

Dont leurs seins opulents se parent.

Admire leurs puissants appas

Qu'hélas! je ne possède guère.

Je n'ai pas cette âme vulgaire

Qui te fait marcher sur leurs pas.

Moi, je préfère lire Horace

Aux mètres doux et cadencés,

Car quoi que tu puisses penser,

Je ne me sens pas de leur race.

Pendant que toi, dans le faubourg

Tu suivras le rythme des hanches,

Ce sera l'exquise revanche

De mon cœur sage, ô jeune amour.

Tu peux partir. Va. Tout à l'heure,

Ton pas triste et désenchanté

Reviendra dans la nuit d'été

Nonchalamment vers ma demeure,

Et vers mon cœur mystérieux,

Ce charme bizarre et farouche

Qui te fait déserter leurs bouches

Et ne frémit que dans mes yeux.

### «Nuit» (Taciturnes, Prix Émile-Verhaeren, 1927)
Pour quel contremaître infernal

Cet homme morne, pas à pas

Tire-t-il comme un animal

Chaque nuit, sa charrette à bras?

Depuis toujours, à la même heure

Dans le silence, on le perçoit

Traînant sa charge de malheurs

Ainsi qu'un funèbre convoi

Les roues qui roulent sourdement

S'en vont, de pavé en pavé

Et l'essieu a des craquements

Que la nuit voudrait étouffer

On ne voit pas sa face hâve

Ni son grand corps plié en trois

Ni, comme un chien ou u esclave

Son tronc scié par les courroies

Mais parfois réveillant un chien

On l'entend un peu ahaner

Puis partir avec, dans les reins,

Sa lourde charge de damné

### «Fagnes» (Taciturnes, Prix Émile-Verhaeren, 1927)
L'automne a préparé ses éclatants décors.

Délaissons nos vallons trop aimables encor

Où l'amour attendri par de vagues regrets

Promène en soupirant des airs de Massenet.

Les cœurs qui ont souffert n'aiment que l'âpreté.

Voici l'immense lande et son aridité

Dont nous hante partout la tragique splendeur.

La ligne des sapins et leur sombre couleur

Donnent un masque austère à tout le paysage.

La masse des monts noirs maîtrise les villages,

Et de leurs corps géants remplissant l'étendue,

Comme des infinis mouvants, passent des nues…

Le calme étreint nos corps et retrempe nos âmes

Et le vent froid taille nos fronts comme une lame.

La Fagne, inviolée, redoutable et sans route,

Dont nous forçons le seuil, lentement nous envoûte,

La terre exhale ici, un charme étrange et fort

Qui fascine nos pas. On dirait que des morts

S'accrochent à nos pieds à travers le sol vierge.

Sur le ciel gris, quelques profites de croix émergent

Avec le drame obscur de leur bois vermoulu.

Et nous marchons, encore, toujours, ne sachant plus

Quel est cet horizon de mystère qui fuit,

Et craignant que bientôt, la torpeur de la nuit

Sur le sol exigeant ne nous trouve vaincus

Comme deux nouveaux morts côte à côte étendus*.
* référence au lieu-dit "La croix des fiancés", bien connu des Fagnards

### «…Sans porte…» (Le mur sans porte,1924)
Tous les bijoux de tes catins

Et leur richesse accumulée

Ne vaudront jamais, ô destin

Les regrets dont tu m'as comblée.

Ce sont les levains de mon cœur

Et les engrais de mes poèmes.

Et, boulanger ou laboureur,

Tu soignes bien ceux que tu aimes.

Pleure, ô Musset, contre l'épaule

De ta belle muse en satin.

Je vois, postée devant ma geôle,

L'ombre énorme de mon destin.

### «Morbidités» (Le portail entr'ouvert, 1923)
Je rêve d'un sommeil saturnin et brutal,

D'une immensité lapidaire de sphinx

Qui figerait enfin l'insensible débâcle

Des espoirs semés et des espoirs déteints.

Je rêve d'un mirage illusionnant d'opium

Et d'exaspérations de morphine et d'éther,

Où passeraient, dans les tuées, comme des baumes,

De narcotiques farandoles de chimères.

Je rêve d'une large et terrible folie,

De gestes pythiens et de vastes clameurs,

Avec l'enivrement d'une hyperesthésie,

Illuminée de surnaturelles douceurs.

Je rêve de néant et de métempsycose,

D'intellect assoupi, d'organisme indolore,

De désagrégation fluide au cœur des choses,

Et de doux nirvâna, je rêve de la mort !

### Poésie
- Le Portail entr'ouvert, Liège, Guillaume Bovy, 1923, 62p.
- Les Chansons sur le toit (Prix Verhaeren), Liège, Thone, 1926
- Taciturnes, Liège, Thône, 1927, 68p.
- Le mur sans porte, Liège, Thone, 1929, 92p
- Mont de Piété, Liège, Thone 1932, 85p.
- Le service en cristal, Renaissance du livre, 1934
- La cité des ombres, Liège, G. Thone impr. 1937
- Impasse du monde, Liège, G. Thone impr. 1939, 66p.
- Poèmes de l'impasse (Prix Maurice Maupertuis, 1940)
- L'enfant perdue, Liège, G. Thone impr. 1946
- Trasimène, Liège, La pomme de pin, Liège, 1948, 52p.
- Générations, Liège, Thone, 1952, 49p.
- Plût au ciel, Liège, éd. Thone, 1954
- Porte à faux, Liège, Georges Thône, 1958
- Temporels, Liège, Georges Thone, 1960, 64p.
- Terre de grisou, Franz Jacob, imp. 1966, 63p.
- Belleflamme, Liège, Éd. La Pomme de pin, 1968, 86p.
- Ordre secret, gravure de Jean Donnay, Liège, éd. Vaillant-Carmanne, 1972, 68p.
- Agave, Bomal sur Ourthe, éd. Jean Petitpas, 1979, 48p.

### Récits de voyage
- La randonnée espagnole, Bruxelles, Éditions de Belgique, coll. « Les beaux voyages », 1937, 182 p.

### Nouvelles
- Parties de cartes: Parties de carte, une folie de Pégase; six jeunes seigneurs; un portrait, P. de Meyère , 1973 .

### Théâtre
- L'anneau du Prince-Évêque (trois actes), Liège, Éditions de l'Essai
- Les talismans ou l'envers vaut l'endroit (trois actes et un tableau), Liège, Éditions de l'Essai, 1963
- La farce du pommier (en trois actes), Liège, Éditions de l'Essai, 1969, 89 p.

## Distinctions
- Officière de l'ordre de la Couronne (décoration belge)
- Officier de l'ordre de Léopold II (décoration belge)

- Officière de l'ordre des Palmes académiques (décoration française)